# Лесохино
Лесохино — нежилая деревня в Западнодвинском районе Тверской области России. Входит в состав Ильинского сельского поселения.

## География
Деревня расположена в южной части района. Ближайшим населённым пунктом является деревня Корняшово.
Расстояния (по автодорогам):
- До районного центра, города Западная Двина — 64 км
- До центра сельского поселения, посёлка Ильино — 14 км

## История
В 1838 году в селе Лесохино была построена каменная церковь Рождества Пресвятой Богородицы. Разрушена в советское время, не сохранилась.
Деревня Лесохино обозначена на топографической карте Фёдора Шуберта, изданной в 1865 году.
На карте РККА, изданной в 1941 году обозначена деревня Лесохино. Имела 7 дворов.
До 2005 года деревня входила в состав упразднённого в настоящее время Аксентьевского сельского округа.

## Население
| 2010 |
| ---- |
| 0    |

По данным переписи 2002 года, население в деревне отсутствовало.